# تریبانو
تریبانو (به ایتالیایی: Tribano) یک کومونه در ایتالیا است که در استان پادووا واقع شده‌است.

## خصوصیات
تریبانو ۱۹٫۳ کیلومترمربع مساحت و ۴٬۲۸۴ نفر جمعیت دارد.